# Nesoenas
Nesoenas is een geslacht van vogels uit de familie duiven (Columbidae).

## Soorten
Het geslacht telt twee soorten plus een uitgestorven soort:
- Nesoenas mayeri – Mauritiusduif
- Nesoenas picturatus – Madagaskartortel

### uitgestorven
- † Nesoenas rodericanus – Rodriguesduif